# Lauren Vélez
Lauren Vélez (Brooklyn, Nova York, 2 de novembro de 1964) é uma atriz norte-americana, irmã gêmea da atriz Loraine Vélez. É conhecida por interpretar a Tenente Maria LaGuerta em Dexter, e a Drª. Gloria Nathan na controversa série prisional da HBO, Oz.

## Filmografia
- I Like It Like That (1994) - Lisette Linares
- The Cosby Mysteries (1995) Série de TV - Claudine Palmeri
- New York Undercover (1995-1998) Série de TV - Det. Nina Moreno
- City Hall (1996) - Elaine Santos
- Buscando un Sueño (1997) (In Search of a Dream)
- Oz (1997-2003) Série de TV - Drª. Gloria Nathan
- I Think I Do (1997) - Carol
- Thicker Than Blood (1998) (TV) - Camilla López
- The LaMastas (1998)
- St. Michael's Crossing (1999) Série de TV - Vicki Solera
- Taino (1999) - Laura
- Prince of Central Park (2000) - Rosa Sánchez
- Prison Song (2001)
- Love and Treason (2001) (TV) - Agente Susan Mestre
- Strong Medicine (2005) TV Serie - Drª. Vanessa Burke
- Barely Buzzed (2005) - Maria Vásquez
- Medium (2006) Série de TV - Elena Cabrera
- Numb3rs (2006) TV Series - Claudia Gomez
- Dexter (2006-2012) Série de TV - Ten. Maria LaGuerta
- Serial (2007) - Roseanne Crystal
- Ugly Betty (2008-2009) - Elena, R.N.
- Shaft (2019) - Bennie Rodriguez